# کیزیل یول
کیزیل یول (به لاتین: Kyzyl Yul) یک منطقهٔ مسکونی در روسیه است که در باشقیرستان واقع شده‌است. کیزیل یول ۵۰ نفر جمعیت دارد.